# Zhengzhou Open 2019
Zhengzhou Open 2019, oficiálně ICBC Credit Card Zhengzhou Open 2019, byl tenisový turnaj pořádaný jako součást ženského okruhu WTA Tour, který se hrál na otevřených dvorcích s tvrdým povrchem v Čengčouském tenisovém centru. Událost probíhala mezi 16. až 22. zářím 2019 v čínském Čeng-čou jako šestý ročník turnaje. Premiérově se hrál v rámci WTA Tour, kam byl povýšen z nižší série WTA 125 po odhlášení newhavenského Connecticut Open.
Turnaj s rozpočtem 1 500 000 dolarů se řadil do kategorie WTA Premier. Nejvýše nasazenou hráčkou ve dvouhře se stala česká světová dvojka Karolína Plíšková. Jako poslední přímá účastnice do dvouhry nastoupila 156. hráčka žebříčku Nizozemka Bibiane Schoofsová.
Patnáctý singlový titul na okruhu WTA Tour vybojovala Češka Karolína Plíšková, která po skončení na pozici světové dvojky ztrácela méně než sto bodů na vedoucí Bartyovou. Deblovou soutěž ovládl americko-český pár Nicole Melicharová a Květa Peschkeová, jehož členky získaly pátou společnou trofej.

## Distribuce bodů a finančních odměn

### Distribuce bodů
| Soutěž  | vítězky | finalistky | semifinalistky | čtvrtfinalistky | 16 v kole | 32 v kole | Q  | Q3 | Q2 | Q1 |
| ------- | ------- | ---------- | -------------- | --------------- | --------- | --------- | -- | -- | -- | -- |
| dvouhra | 470     | 305        | 185            | 100             | 55        | 1         | 25 | 18 | 13 | 1  |
| čtyřhra | 470     | 305        | 185            | 100             | 1         | —         | —  | —  | —  | —  |

### Finanční odměny
| Soutěž                               | vítězky   | finalistky | semifinalistky | čtvrtfinalistky | 16 v kole | 32 v kole | Q3      | Q2      | Q1      |
| ------------------------------------ | --------- | ---------- | -------------- | --------------- | --------- | --------- | ------- | ------- | ------- |
| dvouhra                              | 267 900 $ | 143 060 $  | 76 410 $       | 41 075 $        | 22 025 $  | 13 980 $  | 6 275 $ | 3 335 $ | 1 855 $ |
| čtyřhra                              | 83 800 $  | 44 770 $   | 24 465 $       | 12 445 $        | 6 765 $   | —         | —       | —       | —       |
| částka ve čtyřhře je uvedena na pár. |           |            |                |                 |           |           |         |         |         |

## Ženská dvouhra

### Nasazení
| Stát                          | Hráčka              | WTA | Nasazení |
| ----------------------------- | ------------------- | --- | -------- |
| Česko                         | Karolína Plíšková   | 3.  | 1.       |
| Ukrajina                      | Elina Svitolinová   | 5.  | 2.       |
| Nizozemsko                    | Kiki Bertensová     | 7.  | 3.       |
| Bělorusko                     | Aryna Sabalenková   | 13. | 4.       |
| Německo                       | Angelique Kerberová | 14. | 5.       |
| USA                           | Sofia Keninová      | 20. | 6.       |
| Chorvatsko                    | Petra Martićová     | 22. | 7.       |
| Francie                       | Caroline Garciaová  | 27. | 8.       |
| Žebříček WTA k 26. srpnu 2019 |                     |     |          |

### Jiné formy účasti
Následující hráčky obdržely divokou kartu do hlavní soutěže:
- Angelique Kerberová
- Tuan Jing-jing
- Jang Čao-süan

Následující hráčky si zajistily postup do hlavní soutěže v kvalifikaci:
- Lu Ťia-ťing
- Lesley Pattinama Kerkhoveová
- Wang Mej-ling
- Jou Siao-ti

### Odhlášení
před zahájením turnaje
- Simona Halepová → nahradila ji  Tereza Martincová
- Anett Kontaveitová → nahradila ji  Jeļena Ostapenková
- Maria Sakkariová → nahradila ji  Jasmine Paoliniová
- Lesja Curenková → nahradila ji  Fiona Ferrová
- Wang Čchiang → nahradila ji  Chloé Paquetová

## Ženská čtyřhra

### Nasazení
| Stát                                                                      | Hráčka             | Stát  | Hráčka           | WTA | Nasazení |
| ------------------------------------------------------------------------- | ------------------ | ----- | ---------------- | --- | -------- |
| USA                                                                       | Nicole Melicharová | Česko | Květa Peschkeová | 36. | 1.       |
| Čína                                                                      | Tuan Jing-jing     | Čína  | Čeng Saj-saj     | 53. | 2.       |
| Chorvatsko                                                                | Darija Juraková    | USA   | Alison Riskeová  | 83. | 3.       |
| Japonsko                                                                  | Šúko Aojamová      | Čína  | Jang Čao-süan    | 85. | 4.       |
| Žebříček WTA k 26. srpnu 2019; číslo je součtem umístění obou členek páru |                    |       |                  |     |          |

### Jiné formy účasti
Následující pár obdržel divokou kartu do hlavní soutěže:
- Kuo Chan-jü /  Jüan Jüe

## Přehled finále

### Ženská dvouhra
- Karolína Plíšková vs.  Petra Martićová, 6–3, 6–2

### Ženská čtyřhra
- Nicole Melicharová /  Květa Peschkeová vs.  Yanina Wickmayerová /  Tamara Zidanšeková, 6–1, 7–6(7–2)